# アワモリコウジカビ
アワモリコウジカビ（泡盛麹黴、学名: Aspergillus luchuensis ）とは、コウジカビ属（Aspergillus）の糸状菌で胞子が黒いのが特徴で「黒麹」に該当する。古来沖縄県で泡盛の生産に使用されていて、1901年に東京帝国大学の乾環（いぬいたまき）が学問的に初めて分離に成功した。本種はクエン酸を多く生成し、後述の観点から温暖な地方での酒作りにおいても優位点があるため、特に1940年代から焼酎造りにおいて使用が推奨され始めた。また本種のアルビノ突然変異体が「白麹」に該当する A. luchuensis mut. kawachii（旧称 A. kawachii）であり、こちらも焼酎造りに使われている。

## 概要
沖縄県に存在しているコウジカビで古来泡盛の生産に使用されてきた。暑い沖縄に存在するコウジカビなので、日本酒製造や以前の焼酎製造の主流であった黄麹に該当するニホンコウジカビ（A. oryzae）と異なりクエン酸の生産力が強く雑菌の繁殖が抑えられもろみが腐敗しにくい。近代焼酎の父と呼ばれる河内源一郎は、焼酎製造発展のためにこの特性に目を付け研究を続け、1910年にアワモリコウジカビ（黒麹）の変種（旧称 A. awamori var. kawachii）の分離と培養に成功した。これを機に焼酎の生産と品質が飛躍的に向上した。また1918年（大正7年）、もしくは1923年（大正12年）に、河内はアワモリコウジカビのアルビノ突然変異体の白麹（A. luchuensis mut. kawachii、旧称 A. kawachii）を発見し、これも焼酎製造に使われるようになり今日に至っている。白麹は胞子が白く製造した焼酎の味がまろやかなのが特徴。
21世紀からは日本酒の醸造においても、白麹と黒麹が使われ始めており、白麹を醸造に使用した日本酒は2009年の新政酒造の「亜麻猫」の発売以来普及した。白麹は多くのクエン酸を生成するため、微生物の繁殖を防ぐ能力が高く、クエン酸由来の酸味が強い風味を持つ傾向に仕上がりやすい。酒母を作る伝統的な方法である生酛や山廃仕込みにおいても、より近代的な方法の速醸なみの速さででき、それらは速醸と違い人工的に作られた乳酸を添加しないため「無添加」の表示ができ、特に輸出する際のマーケティングの観点から有利である
この菌ではじめてアグロバクテリウムによる形質転換が行われた。

## 分類の変更
2013年遺伝子解析の結果、アワモリコウジカビは同属のクロコウジカビ（A. niger）とは別種とすることが提案されて、別種とすることが確定し、クロコウジカビ（A. niger）が混在していた従来のアワモリコウジカビの分類学上の学名のA. awamoriは「doubtable（疑問）」となり、新たな学名としてA. luchuensis（琉球から命名）が確定した。